# Orcelit
Orcelit ist ein selten vorkommendes Mineral aus der Mineralklasse der „Sulfide und Sulfosalze“ mit der chemischen Zusammensetzung Ni5-xAs2 (x ≈ 0,25) und damit chemisch gesehen ein Nickel-Arsenid mit dem ungefähren Stoffmengenverhältnis von 5 : 2. Die Verbindung kann allerdings leicht nickeluntersättigt sein. Aufgrund der chemischen Verwandtschaft der Arsenide mit den Sulfiden sind diese in die gleiche Mineralklasse eingeordnet.
Orcelit kristallisiert im hexagonalen Kristallsystem, konnte bisher jedoch nur in Form von verstreuten Körnern, eingeschlossen in Pentlandit gefunden werden. Die Farbe der undurchsichtigen Kristallite kann gelbweiß oder rosa bis bronzefarben sein und ähnelt dem Nickelin, ist aber bräunlicher als dieser.

## Etymologie und Geschichte
Erstmals entdeckt wurde Orcelit im Tiébaghi-Massiv nahe der Gemeinde Koumac in der Nordprovinz von Neukaledonien. Die Analyse und Erstbeschreibung wurde 1959 durch Simonne Caillère, Jacques Avias und Jean Falgueirettes publiziert, die das Mineral nach dem französischen Physiker, Chemiker und Mineralogen Jean Orcel (1896–1978) benannten.
Das Typmaterial des Minerals wird in der Mineralogischen Sammlung der Mines ParisTech (auch École nationale supérieure des mines de Paris, ENSM) unter der Katalog-Nummer 50921 und im Muséum national d’histoire naturelle (Sigel MNHN bzw. englisch MHN) unter der Katalog-Nummer 160.45 in Paris aufbewahrt.
Die Publikation der Erstbeschreibung des Minerals erfolgte kurz nach der Gründung der International Mineralogical Association (IMA) 1958, als das Prüfungs- und Genehmigungsverfahren für neue Minerale und Mineralnamen noch nicht etabliert war. Orcelit wurde daher zusammen mit vielen anderen in einem nachträglichen Prüfverfahren unterzogen und 1962 von der Commission on new Minerals and Mineral Names (heute: Commission on new Minerals, Nomenclature and Classification, CNMNC) mit einer Mehrheit von über 60 % der Mitglieder als eigenständige Mineralart anerkannt. Seitdem wird Orcelit in der „Liste der Minerale und Mineralnamen“ der IMA unter der Summenanerkennung „IMA 1962 s.p.“ (special procedure) geführt.

## Klassifikation
Bereits in der veralteten 8. Auflage der Mineralsystematik nach Strunz gehörte der Orcelit zur Mineralklasse der „Sulfide und Sulfosalze“ und dort zur Abteilung „Legierungen (und legierungsartige Verbindungen) von Metallen mit den Halbmetallen As, Sb, Bi“, wo er gemeinsam mit Maucherit in der „Orcelit-Maucherit-Gruppe“ mit der Systemnummer II/A’.03 steht.
Im zuletzt 2018 überarbeiteten „Lapis-Mineralienverzeichnis“, das sich im Aufbau noch nach der alten Form der Systematik von Karl Hugo Strunz richtet, erhielt das Mineral die System- und Mineralnummer II/A.04-020. In der „Lapis-Systematik“ entspricht dies ebenfalls der Abteilung „Legierungen und legierungsartige Verbindungen“, wo Orcelit zusammen mit Maucherit eine unbenannte Gruppe mit der Systemnummer II/A.04 bildet.
Auch die von der International Mineralogical Association (IMA) zuletzt 2009 aktualisierte 9. Auflage der Strunz’schen Mineralsystematik ordnet den Orcelit in die Abteilung „Legierungen und legierungsartige Verbindungen“ ein. Diese ist allerdings weiter unterteilt nach den in der Verbindung vorherrschenden Metalle, so dass das Mineral entsprechend seiner Zusammensetzung in der Unterabteilung „Nickel-Halbmetall-Legierungen“ zu finden, wo es als einziges Mitglied eine unbenannte Gruppe mit der Systemnummer 2.AB.10 bildet.
In der vorwiegend im englischen Sprachraum gebräuchlichen Systematik der Minerale nach Dana hat Orcelit die System- und Mineralnummer 02.03.02.01. Das entspricht ebenfalls der Klasse der „Sulfide und Sulfosalze“ und dort der Abteilung „Sulfidminerale“. Hier findet er sich innerhalb der Unterabteilung „Sulfide – einschließlich Selenide und Telluride – mit der Zusammensetzung AmBnXp, mit (m+n) : p = 5 : 2“ als einziges Mitglied in einer unbenannten Gruppe mit der Systemnummer 02.03.02.

## Chemismus
In der idealisierten Zusammensetzung von Orcelit (Ni5As2), die allerdings bisher nur synthetisch bekannt ist, besteht das Mineral im Verhältnis aus 5 Teilen Nickel (Ni) und 2 Teilen Arsen (As). Dies entspricht einem Massenanteil (Gewichtsprozent) von 66,20 Gew.-% Ni und 33,80 Gew.-% As.
Bei natürlichen Orceliten ist die Verbindung allerdings unstöchiometrisch, das heißt, es besteht meist eine Untersättigung von Nickel in der Verbindung. Entsprechend der Neuanalysen durch Luca Bindi, Marian Tredoux, Federica Zaccarini, Duncan E. Miller und Giorgio Garuti, die ihre Ergebnisse und Redefinition der Zusammensetzung 2014 veröffentlichten, wird die Formel mit Ni5-xAs2 (x ≈ 0,25) angegeben. Bei der ermittelten maximalen Untersättigung von Nickel mit der Formel Ni4,75As2 betragen die zugehörigen Massenanteile 65,04 Gew.-% Ni und 34,96 Gew.-% As.
Die Analyse des Typmaterials aus dem Tiébaghi-Massiv ergaben neben ebenfalls abweichenden Anteilen der Hauptbestandteile Nickel (57,00 Gew.-%) und Arsen (31,50 Gew.-%) außerdem 1,00 Gew.-% Schwefel (S), 4,00 Gew.-% Siliciumdioxid (SiO2), 0,85 Gew.-% Eisen(III)-oxid (Fe2O3), 3,80 Gew.-% Magnesiumoxid (MgO) und 1,50 Gew.-% H2O aufgrund von Verunreinigungen mit Antigorit.
Eine weitere Probe aus der El Nebral Mine bei Mijas in Spanien erwies sich dagegen als fast stoffrein mit 64,3 Gew.-% Ni und 35,1 Gew.-% As sowie 0,2 Gew.-% Eisen (Fe) und 0,1 Gew.-% S als Fremdbeimengungen.

## Kristallstruktur
Orcelit kristallisiert hexagonal in der Raumgruppe P63cm (Raumgruppen-Nr. 185) mit den Gitterparametern a = 6,70 Å und c = 12,39 Å; sowie 6 Formeleinheiten pro Elementarzelle.

## Bildung und Fundorte
Orcelit bildet sich in serpentinierten Harzburgiten meist in Paragenese mit Balenit, Breithauptit, Chalkopyrit, Chalkosin, Heazlewoodit, Magnetit, Maucherit, Millerit, Parkerit, Pentlandit sowie gediegen Nickel und Kupfer.
Als seltene Mineralbildung konnte Orcelit nur an wenigen Orten nachgewiesen werden, wobei weltweit bisher weniger als 50 Vorkommen dokumentiert sind (Stand: 2024). Seine Typlokalität im Tiébaghi-Massiv ist dabei der bisher einzige bekannte Fundort in Neukaledonien.
Die einzige bekannte Fundstätte in Deutschland ist der Steinbruch am Heimberg nahe Wolfshagen im Harz in Niedersachsen.
In Österreich ist mit dem Brennkogel im Salzburger Land, genauer das frühere Gold-Abbaugebiet an dessen Nordhang, ebenfalls bisher nur ein einziger Fundort bekannt.
In der Schweiz fand sich Orcelit bisher in den Steinbrüchen „Quadrada“ und „Selva“ nahe dem Maiensäss Selva in der Gemeinde Poschiavo im Kanton Graubünden.
Daneben fand sich Orcelit unter anderem noch bei Zeehan auf Tasmanien in Australien, in der Maracás-Menchen-Mine im brasilianischen Bundesstaat Bahia, bei Goze Deltschew in der bulgarischen Oblast Blagoewgrad, am Vourinos im griechischen Regionalbezirk Kozani, im Baula-Komplex im indischen Bundesstaat Orissa, im Val Malenco in der italienischen Provinz Sondrio, Karabasch in Russland, bei Mijas und in der Sierra Alpujata (Provinz Málaga) in Spanien, bei Brunflo in Schweden sowie bei Eskişehir in der Türkei.